# Френк Нельсон Коул
Френк Не́льсон Ќоул (англ. Frank Nelson Cole; 20 вересня 1861 — 26 травня 1926) — американський математик.

## Життєпис
Френк Коул народився в Ешленді (Массачусетс), згодом його сім'я перебралась до Марлборо (Массачусетс), де він закінчив середню школу (англ. Marlborough High School). Вищу освіту здобув у Гарвардському університеті, де отримав і науковий ступінь Ph.D. в 1886 році. До 1887 року працював у Гарварді, читав лекції з математики, потім — у Мічиганському і Колумбійському університетах. У 1895 році професор Коул став секретарем Американського математичного товариства, у 1897-му — редактором журналу Bulletin of the American Mathematical Society.
Коул опублікував низку важливих статей, у тому числі «Денна зміна барометричного тиску» (англ. The Diurnal Variation of Barometric Pressure, 1892). У 1893 році в Чикаго його стаття «Про певну просту групу» (англ. On a Certain Simple Group, група PSL(2,8)) була прочитана (але не ним самим) на Міжнародному математичному конгресі, проведеному у зв'язку із Всесвітньою Колумбівською виставкою.
У 1903 році Коул зробив відому доповідь на засіданні Американського математичного товариства, у якій він визначив дільники числа Мерсенна 267 − 1 або M67. Французький математик Едуар Люка у 1876 році довів, що M67 не є простим, однак його дільники були невідомими. Під час цієї доповіді Коул підійшов до дошки і у повній тиші вирахував значення M67, отримавши 147 573 952 589 676 412 927. Потім він перейшов на інший бік дошки і написав вираз 193 707 721 × 761 838 257 287. Після цього він провів потрібні обчислення вручну і, коли обидва результати збіглися, повернувся на своє місце, так і не промовивши жодного слова. Слухачі відзначили його виступ аплодисментами стоячи. Пізніше він сказав, що на знаходження цих дільників йому знадобилось «три роки неділь».
Серед інших результатів Коула можна відзначити знаходження всіх простих груп, порядок яких знаходиться між 200 і 661.
Коул помер у Нью-Йорку у віці 64 років. Американське математичне товариство заснувало наукову премію, названу на його честь.